# Danzig II: Lucifuge
Danzig II: Lucifuge ist das zweite Studioalbum der US-amerikanischen Heavy-Metal-Band Danzig.

## Entstehung und Stil
Wie der Vorgänger wurde Danzig II: Lucifuge von Rick Rubin produziert, als Toningenieure arbeiteten Jim Scott und Brendan O’Brien mit. Beim Songwriting griff Glenn Danzig, der alle Stücke selbst schrieb, auf Blues-Einflüsse zurück, etwa von Howlin’ Wolf oder Robert Johnson, das Gitarren-Riffing erinnert aber zum Teil auch an Black Sabbath. So entstand etwa I’m the One, ein überwiegend mit Akustikgitarre gespielter Titel, Danzig zufolge als „Ableitung einer alten Blues-Nummer“:

„Wie die alten Blues-Musiker, die von sich selbst immer glauben, „the one“ zu sein. Dies ist meine Version, in gewisser Weise autobiographisch, aber das ist normal.“

Danzig verband dies in einem Interview mit seiner Sichtweise, dass es Menschen gebe, die „Führer“ seien und andere „Herdentiere“. Politisch bezog er dies auf Alexander den Großen, musikalisch etwa auf Elvis Presley. Einige Lieder wie Her Black Wings oder Devil’s Plaything handeln nach Danzigs Aussage von persönlichen Erfahrungen mit Frauen.
Dabei war die Entstehung von Her Black Wings, zu dem ein Video gedreht wurde, ein „mühevoller“ Prozess, der aber nötig gewesen sei, um das gewünschte Ergebnis zu erzielen: „I always know beforehand what kind of record I want to make. Those ideas dictate how the songs will sound. And sometimes it's not always easy to execute the ideas. For example, writing Her Black Wings was a laborious and tedious experience - but that’s the way it had to be for the song to come out right.“
Zur Frage nach seiner religiösen Orientierung – etwa angesichts des auf den Dämon Lucifuge Rofocale anspielenden Albumtitels – äußerte Danzig, er habe stets Autoritäten infrage gestellt, was ihn dazu gebracht habe, sich mit Religionen zu beschäftigen. Er habe sich dabei nicht die Ja-oder-Nein-Frage, sondern die Warum-Frage gestellt, was ihm manchen Ärger eingebracht habe. Insgesamt seien seine Texte aber stets persönlich und „nicht allgemein zu definieren“.

„Auf dem neuen Album wirst du keine Songs finden, die aus Frustration heraus geschrieben wurden. Vielleicht besitzt die Scheibe für einige Leute eine negative Ausstrahlung, für mich jedoch nicht. Wer sich die Texte aufmerksam durchliest und kein Brett vorm Kopf hat, müsste eigentlich merken, dass Lucifuge kein negatives Album ist.“

## Rezeption
Die Platte erreichte in den Billboard 200 Platz 74. Im deutschen Magazin Rock Hard vergab Uwe Deese zehn von zehn Punkten. Er beschrieb es im Gegensatz zum Vorgänger als „variabler“. Er schrieb: „Diese Produktion hat keine Schwachstelle. Sie besteht aus Sex, Gott und Danzig - falls es überhaupt einen Unterschied zwischen diesen drei Faktoren gibt.“ Allerdings kam das Album in den monatlichen Redaktionscharts mit einer Durchschnittsnote aller Redakteure von 7,5 auf den 26. Platz von 63 besprochenen Alben.

## Titelliste
1. Long Way Back from Hell – 4:23
2. Snakes of Christ – 4:33
3. Killer Wolf – 3:59
4. Tired of Being Alive – 4:03
5. I’m the One – 3:21
6. Her Black Wings – 4:46
7. Devil’s Plaything – 4:13
8. 777 – 5:39
9. Blood and Tears – 4:19
10. Girl – 4:12
11. Pain in the World – 5:52

All Stücke wurden von Glenn Danzig geschrieben.

## Gestaltung
Das US-amerikanische Cover zeigte Danzig in Schwarz-Weiß-Aufnahme, der ein silbernes umgedrehtes Kreuz mit einem gehörnten Schädel vor der Brust hielt, wohingegen das deutsche die Gesichter der anderen Bandmitglieder neben dem Danzigs vor schwarzem Hintergrund zeigte. Letztere Ausgabe enthielt ein Booklet, das sich in Form eines umgedrehten Kreuzes auseinanderfalten ließ.